# Alan Walters
Alan Arthur Walters, född 17 juni 1926, död 3 januari 2009, var en brittisk nationalekonom. Han blev under Margaret Thatchers regim chefsrådgivare i ekonomiska frågor. Det var till stor del hans kritik mot EMU, som gjorde att Storbritannien hölls utanför EMU.
Walters föddes i Leicester, Storbritannien. Som ung kom han att jobba som springpojke och sedan maskinopperatör. Kriget gjorde honom dock till soldat i tre år. Han kom att studera statistik vid University College, Leicester, för att sedan studera vid Nuffield College, Oxford, där han tog en MA-examen i nationalekonomi. Han lämnade Nuffield 1951 och fick undervisa statistik vid Birmingham University, där han senare blev professor i ekonometri och statistik. Han var professor vid London School of Economics 1967 till 1976. Han var även professor vid Johns Hopkins University, i USA. Därtill var han rådgivare till världsbanken.
Han var en monetarist och frihandelsvän. Hans kritik mot EMU och ERM, Walterkritiken - går ut på att ett enskilt land som är med i EMU inte kan höja räntan i en högkonjunktur som går mot överhettning. När inflationen då stiger betyder det att realräntan istället går ned vilket förstärker överhettningen. Under 1970-talet hjälpte han Edward Heath vilket gjorde att han 1981 blev han tillfrågad om han ville bli en ekonomisk rådgivare åt Margaret Thatcher. Han åkte även till Chile för att hjälpa Juntan.
Hans far hette James Arthur Walters och modern Claribel Walters. Han gifte sig med Margaret Patricia Wilson, med smeknamnet Paddie. Han hade en dotter från ett tidigare äktenskap. Han adlades 1983.